# Carex augustini
Carex augustini är en halvgräsart som beskrevs av Takasi Tuyama. Carex augustini ingår i släktet starrar, och familjen halvgräs. Inga underarter finns listade i Catalogue of Life.